# Sam Magri
Samuel John Magri (ur. 30 marca 1994 w Portsmouth) – angielsko-maltański piłkarz grający na pozycji obrońcy w Ebbsfleet United F.C.

## Kariera klubowa
Jest wychowankiem Portsmouth F.C., z którego w sierpniu 2012 trafił do Queens Park Rangers F.C. W marcu 2014 został wypożyczony do końca sezonu do Nuneaton Town F.C. Latem 2014 trafił do Crystal Palace F.C. W lipcu 2015 przeszedł do Dover Athletic F.C. W czerwcu 2017 trafił do Ebbsfleet United F.C.

## Kariera reprezentacyjna
Młodzieżowy reprezentant Anglii w kadrach od U-16 do U-19. W sierpniu 2015 otrzymał maltańskie obywatelstwo, do którego był uprawniony dzięki dziadkowi, po czym zaczął występować w reprezentacji Malty do lat 21. W dorosłej reprezentacji tego kraju zadebiutował 11 listopada 2016 w przegranym 0:1 meczu eliminacji do MŚ 2018 ze Słowenią.